# Melissa Benoist
Melissa Benoist (ur. 4 października 1988 w Littleton w stanie Kolorado) – amerykańska aktorka, wokalistka i tancerka.

## Dzieciństwo i nauka
Melissa urodziła się w Littleton, jako córka Jima i Julie Benoist. Ma dwie siostry: Jessikę (pisarka) i Kristinę (ekolog). Jej rodzice rozwiedli się gdy była mała. Mając 3 latka, zaczęła uczęszczać na zajęcia taneczne, natomiast gdy miała 4 latka wystąpiła w kościelnym przedstawieniu. Ma francuskie, angielskie, szkockie i niemieckie korzenie. Jako nastolatka anonimowo występowała w Disneylandzie. W 2007 roku ukończyła Arapahoe High School, szkołę średnią w Centennial, Colorado, podczas której występowała w przedstawieniach teatralnych takich jak Kopciuszek. W 2011 została absolwentką uczelni Marymount Manhattan College w Nowym Jorku z tytułem licencjata w dziedzinie sztuk teatralnych.

## Kariera
Pierwszy film, w którym zagrała to Tennessee z 2008 roku wraz z Mariah Carey, gdzie wcieliła się w rolę Laurel. W 2012 roku wzięła udział w kastingu do serialu Glee, w którym dostała rolę Marley Rose. W 2014 r. grała w nominowanym do Oscara filmie Whiplash jako Nicole. W 2015 grała Marcie w filmie Najdłuższa Podróż bazującym na książce Nicholasa Sparksa o tym samym tytule, w tym samym roku zagrała również jako Jamie w Danny Collins oraz jako Becky Thatcher w Band of Robbers. W 2016 wcieliła się w Lorelai w filmie Lowriders, oraz zagrała w filmie Dzień Patriotów opowiadającym o zamachu podczas corocznego maratonu w Bostonie jako żona terrorysty Katherine Russel.
Od 2015 roku gra superbohaterkę w serialu Supergirl jako Kara Zor-El jednocześnie gościnnie występując jako ta sama postać w crossoverach w pozostałych serialach bazujących na komiksach DC Comics jak The Flash, Arrow i DC’s Legends of Tomorrow. Jest pierwszą kobietą grającą superbohaterkę w TV od 1979 roku kiedy to pojawił się film Wonder Woman, którą zagrała Lynda Carter (ta sama aktorka pojawia się również w Supergirl od 2 sezonu jako Pani Prezydent Olivia Marsdin). Melissa Benoist była pierwszą aktorką, która pojawiła się na audycji do serialu, po niej przesłuchano jeszcze około tysiąca kandydatek do głównej roli, w tym m.in. Claire Holt, jednak to Melissa ujęła za serce producentów. Specjalnie do audycji przefarbowała swoje włosy na blond, oraz w trakcie zaczęła rapować piosenkę Eminema.
W czerwcu 2016 roku, Human Rights Campaign opublikowało wideo w hołdzie 49 ofiarom strzelaniny w Orlando, Melissa opowiada w nim historię jednej z ofiar. W styczniu 2017 roku Benoist wzięła udział w marszu kobiet w Waszyngtonie. W listopadzie tego samego roku zagrała w reklamie gry Minecraft „The Super Duper Minecraft Musical!”. W 2017 zagrała również w filmie Sun Dogs reżyserii Jennifer Morrison jako Tally Petersen.
W kwietniu 2017 roku Benoist dołączyła do obsady nowego miniserialu Waco, który swoją premierę miał w styczniu 2018. Miniserial jest oparty na faktach, bazuje na wydarzeniach z 1993 roku z miasta Waco w Teksasie. Fabuła opowiada o 51 dniowym oblężeniu przez funkcjonariuszy FBI i ATF Mont Carmel Center, gdzie swoją siedzibę miała sekta religijna zwana Gałęzią Dawidową prowadzoną przez Davida Koresha. W oblężeniu zginęło 80 osób w tym kobiety i dzieci. Melissa odegrała rolę żony Davida Koresha, Rachel. W 2018 ukazał się film Billy Boy, w którym aktorka wcieliła się w postać Jennifer.
W czerwcu 2018 roku Melissa zadebiutowała na Broadway w musicalu Beautiful: The Carole King Musical w Stephen Sondheim Theatre. Tego samego roku charytatywnie wystąpiła w czytaniu „Terms of Endearment” w Los Angeles, z którego dochód został przeznaczony na organizację walczącą z rakiem „Stand Up To Cancer”.
W 2019 wystąpiła w filmie krótkometrażowym The Stew wyreżyserowanym przez swojego obecnego męża Chrisa Wooda.

## Życie prywatne
W 2015 roku media podały, że Melissa wzięła ślub z Blakiem Jennerem, z którym poznała się na planie serialu Glee. Parą byli od 2012 roku. Wiele źródeł podaje, że tak naprawdę Benoist i Jenner pobrali się w 2013 roku. Pod koniec 2016 roku aktorka złożyła pozew o rozwód z powodu „różnic nie do pogodzenia”. Rozwód sfinalizowano w 2017 roku. Obecnie jej mężem jest Chris Wood, z którym grała w serialu Supergirl. Zaręczyli się w 2019. Para pobrała się 1 września 2019 roku na ceremonii w Ohai (Kalifornia).
Wraz z Chrisem pod koniec 2017 roku założyła stronę „I Don’t Mind”, która ma na celu powstrzymać stygmatyzację chorób psychicznych. Sama przyznała, że odkąd skończyła 13 lat zmagała się depresją i atakami lęku.
Melissa współpracuje również ze stroną „Shethority”, która została założona po konwersacji aktorek z seriali uniwersum Arrowverse m.in. Caity Lotz (DC’s Legends of Tomorrow), Candice Patton (Flash), Emily Bett Richards (Arrow), Melissa Benoist (Supergirl) i ma zadanie zapewnić kobietom pozytywną przestrzeń do dyskusji i podążania za wyjątkowymi wyzwaniami związanymi z doświadczeniem kobiet w dzisiejszych czasach.
Podczas pierwszego roku studiów, Melissa ucząc się jazdy na rowerze została potrącona przez taksówkę. Po tym incydencie ma widoczną bliznę między brwiami.
W listopadzie 2019 roku aktorka opublikowała wideo na Instagramie wyznając, że była ofiarą przemocy domowej. Między innymi w 2015 roku jej ówczesny parter rzucił w nią telefonem, który złamał jej nos oraz rozerwał tęczówkę w jej lewym oku co w następstwie spowodowało stałe powiększenie źrenicy.

## Filmografia

### Role filmowe
| Rok  | Tytuł                     | Rola              |
| ---- | ------------------------- | ----------------- |
| 2008 | Tennessee                 | Laurel            |
| 2014 | Whiplash                  | Nicole            |
| 2015 | Danny Collins             | Jamie             |
| 2015 | The Longest Ride          | Marcia            |
| 2015 | Band of Robbers           | Becky Thatcher    |
| 2016 | Lowriders                 | Lorelai           |
| 2016 | Patriots Day              | Katherine Russell |
| 2017 | Sun Dogs                  | Tally Petersen    |
| 2018 | Billy Boy                 | Jennifer          |
| 2019 | The Stew                  | Susan             |
| 2019 | Jay and Silent Bob Reboot | Chronic           |

### Role telewizyjne
| Rok       | Tytuł                               | Rola                   | Odcinki                                                         |
| --------- | ----------------------------------- | ---------------------- | --------------------------------------------------------------- |
| 2010      | Prawo i porządek: Zbrodniczy zamiar | Jessalyn Kerr          | Odcinek: „Delicate”                                             |
| 2010      | Blue Bloods                         | Renee                  | Odcinek: „Privilage”                                            |
| 2010      | Prawo i porządek: sekcja specjalna  | Ava                    | Odcinek: „Wet”                                                  |
| 2010      | Żona idealna                        | Molly                  | Odcinek: „Nine Hours”                                           |
| 2011      | Homeland                            | Stacy Moore            | Odcinki: „Grace”, „Clean Skin”                                  |
| 2012-2014 | Glee                                | Marley Rose            | rola drugoplanowa (4 sezon), główna rola (sezon 5): 35 odcinków |
| 2015-2021 | Supergirl                           | Kara Danvers/Supergirl | główna rola                                                     |
| 2016-2019 | Flash                               | Kara Danvers/Supergirl | 5 odcinków                                                      |
| 2016-2019 | Arrow                               | Kara Danvers/Supergirl | 4 odcinki                                                       |
| 2016-2019 | Legends of Tomorrow                 | Kara Danvers/Supergirl | 3 odcinki                                                       |
| 2018      | Waco                                | Rachel Koresh          | Miniserial                                                      |
| 2019      | Batwoman                            | Kara Danvers/Supergirl | 1 odcinek                                                       |

## Teatr
| Rok  | Tytuł                                            | Rola                 | Lokalizacja                        |
| ---- | ------------------------------------------------ | -------------------- | ---------------------------------- |
| 2000 | The Sound of Music                               | Brigitta von Trapp   | Country Dinner Playhouse           |
| 2003 | The Sound of Music                               | Liesl von Trapp      | Littleton Town Hall Arts Center    |
| 2006 | Bye Bye Birdie                                   | Kim McAfee           | Littleton Town Hall Arts Center    |
| 2006 | A Month in the Country                           | Vera Aleksandrovna   | Littleton Town Hall Arts Center    |
| 2006 | A Chorus Line                                    | Bebe Benzenheimer    | Littleton Town Hall Arts Center    |
| 2007 | Rodger and Hammerstein’s Cinderella              | Cinderella           | Littleton Town Hall Arts Center    |
| 2007 | Footloose                                        | Ariel Moore          | Littleton Town Hall Arts Center    |
| 2007 | Evita                                            | Perón’s Mistress     | Country Dinner Playhouse           |
| 2009 | Thoroughly Modern Millie                         | Millie Dilmount      | Marymount Manhattan College        |
| 2009 | As You Like It                                   | Rosalind             | Marymount Manhattan College        |
| 2011 | The Unauthorized Autobiography of Samantha Brown | Kelly                | Goodspeed Musical                  |
| 2018 | Beautiful: The Carole King Musical               | Carole King          | Broadway, Stephen Sondheim Theatre |
| 2018 | Terms of Endearment                              | Emma Greenway-Horton | Geffen Playhouse                   |

## Nagrody i nominacje
| Rok  | Nagroda                 | Kategoria                           | Nominowana praca | Wynik     |
| ---- | ----------------------- | ----------------------------------- | ---------------- | --------- |
| 2013 | Teen Choice Awards 2013 | Choice TV Breakout Star             | Glee             | Nominacja |
| 2016 | Saturn Awards           | Breakthrough Performance Award      | Supergirl        | Wygrana   |
| 2016 | Saturn Awards           | Best Actress on a Television Series | Supergirl        | Nominacja |
| 2017 | Saturn Awards           | Best Actress on a Television Series | Supergirl        | Wygrana   |
| 2017 | Teen Choice Awards      | Choice Action TV Actress            | Supergirl        | Wygrana   |
| 2017 | Teen Choice Awards      | Choice Liplock                      | Supergirl        | Nominacja |
| 2017 | Teen Choice Awards      | Choice TV Ship                      | Supergirl        | Nominacja |
| 2018 | Saturn Awards           | Best Actress on a Television Series | Supergirl        | Nominacja |
| 2018 | Teen Choice Awards      | Choice Action TV Actress            | Supergirl        | Wygrana   |
| 2019 | Saturn Awards           | Best Actress on Television Series   | Supergirl        | Wygrana   |
| 2019 | Teen Choice Awards      | Choice Action TV Actress            | Supergirl        | Nominacja |

## Ścieżki dźwiękowe
| Rok  | Piosenki | Album                                             |
| ---- | --- | ------------------------------------------------- |
| 2012 | „Born To Hand Jive”, „Look at Me I’m Sandra Dee”, „You’re the One That I Want” | Glee: The Music Presents Glease                   |
| 2012 | „New York State of Mind”, „Holding Out for a Hero”, „Some Nights” | Glee: The Music, Season 4, Volume 1               |
| 2012 | „Have Yourself a Merry Little Christmas”, „The First Noel” | Glee: The Music, The Christmas Album Volume 3     |
| 2012 | „Chasing Pavements”, „Blow Me (One Last Kiss)”, „Don’t Dream It’s Over”, „Locked Out of Heaven”, „Diamonds Are a Girl’s Best Friend”, „Material Girl”, „Anything Could Happen”, „You Have More Friends Than You Know”, „You’re All I Need To Get By”, „A Thousand Years” „(You Drive Me) Crazy” | Glee: The Music – The Complete Season 4           |
| 2012 | „(You Drive Me) Crazy”, „Everytime”, „Womanizer” | Britney 2.0                                       |
| 2013 | „Mary’s Boy Child”, „Love Child”, „Rockin’ Around the Christmas Tree” | The Christmas Album Volume 4                      |
| 2017 | „Moon River”, „Super Friend” | The Flash – Music from the Special Episode „Duet” |
| 2017 | „Runnin’ Home To You” | Supergirl – „Crisis on Earth-X part 1 soundtrack” |